# Angela Rawlings
Angela Rawlings, née le 8 septembre 1978, connue sous le nom de a.rawlings, est une poétesse, éditrice et artiste interdisciplinaire canadienne et islandaise. Si elle pratique différentes disciplines, le langage est sa matière de prédilection. Elle a une formation scientifique très poussée et est active dans la protection de l'environnement et la lutte contre les changements climatiques.

## Carrière

### Formation
En 2001, diplômée de l'université York, Angela Rawlings reçoit le prix littéraire Barrie Phillip Nichol,.
En 2008, elle est sélectionnée pour bénéficier d'une bourse Chalmers Arts qui lui permet de vivre entre la Belgique, le Canada et l'Islande en 2009 et 2010 et de travailler sur ses projets tout en collaborant avec des artistes locaux. En 2012, elle passe trois mois en Australie à la suite de sa sélection à la Queensland Poet-in-Residence, pour développer un projet interdisciplinaire intitulé Gibber, combinant poésie, écologie acoustique et contre-cartographie.
Angela Rawlings est titulaire d'une maîtrise en éthique de l'environnement et gestion des ressources naturelles de l'Université d'Islande, avec une thèse explorant les stratégies d'adaptation à la fonte importante des glaciers islandais en raison du changement climatique. Elle est aussi doctorante à l'université de Glasgow, de 2015 à 2020 avec une bourse Lord Kelvin/Adam Smith, où elle effectue des recherches sur la performance, la géochronologie dans l'anthropocène et la dérive nord-atlantique. Sa thèse est intitulée Performing Geochronology in the Anthropocene: Multiple Temporalities along North Atlantic Foreshores,.

### Littérature et poésie

#### Wide slumber for lepidopterists
Le premier livre de a.rawlings, Wide slumber for lepidopterists est publié au printemps 2006 aux éditions Coach House Books, avec des illustrations de Matt Ceolin. Il s'agit d'une fantaisie poétique, qui associe le sommeil et les rêves au cycle de la vie des papillons et des mites.
Le livre est récompensé, en 2006, par le Alcuin Award for Book Design et est répertorié parmi les 100 meilleurs livres sélectionnés par The Globe and Mail's. En avril 2007, Wide slumber for lepidopterists est nommé au Gerald Lampert Award for Best First Book of Poetry.
Wide slumber for lepidopterists fait l'objet de plusieurs adaptations musicales et théâtrales.
À l'automne 2008, le compositeur belge Sebastian Bradt crée une partition chorale, X Our Rotten Beauties à partir du texte. 
En novembre 2006, le Theatre Community, en co-production avec Angela Rawlings, met le texte en scène dans le cadre du Harbourfront Centre's Hatch: Emerging Performance Projects series. Elle-même participe au spectacle.
En 2014, le compositeur Islandais Valgeir Sigurdsson l'adapte sous forme de performance musicale et théâtrale. La première a lieu lors du 28e Reykjavik Arts Festival et le spectacle est ensuite montré en tournée internationale, en 2017.

#### Áfall / Trauma
Son livre Áfall / Trauma est finaliste du Leslie Scalapino Award récompensant des dramaturgies féminines innovantes en 2013.
Elle travaille avec de nombreuses institutions artistiques, parmi lesquelles les éditions The Mercury Press, le Scream Literary Festival, les éditions Sumach Press, Word: Canada’s Magazine for Readers + Writers, et The Lexiconjury Reading Series,.

#### Autres activités d'écriture
Elle est également co-éditrice avec Derek Baulieu et Jason Christie de Shift & Switch: New Canadian Poetry (The Mercury Press, 2005), une anthologie mettant à l'honneur plus de quarante poètes émergents.
Elle dirige des ateliers d'écriture créative dans des contextes variés, notamment à destination des jeunes pour terminus1525.ca, le Toronto District School Board et la bibliothèque publique de Toronto ou à Reykjavík, ville UNESCO de littérature, qui aboutit à la formation d'Ós, un collectif d'écriture multilingue.
Elle co-anime des ateliers avec Ciara Adams, Julie Lassonde, et Nilan Perera[réf. souhaitée].
En 2005, Angela Rawlings présente la série documentaire Heart of a Poet.
Elle développe actuellement quand ?[précision nécessaire]plusieurs projets littéraires, y compris Ljóðapoems, Echolology, Rule of Three, Órói, FUKL, et Sibylaria[réf. nécessaire].

### Performances et musique
Angela Rawlings travaille également dans les champs du théâtre, de la musique et de la danse. Elle enseigne les danses de salon, les danses latino, et le swing, entre 2001 et 2003.
En 2005, elle co-produit On the Money pour le Toronto's Fringe Festival, une pièce qui est récompensée par le Patron's Pick de ce festival. Elle a aussi travaillé avec le Theatre Gargantua, à Toronto. Angela Rawlings fait partie du comité de metteurs et metteuses en scène du bluemouth inc. de 2008 à 2010, et est la présidente du comité d'administration du Susanna Hood hum dansoundart. En 2011, elle est la directrice artistique du Festival International de Poésie de Reykjavik[réf. nécessaire].
En 2010, elle participe au projet The Sea Museum/Le Musée de la mer de Marie Darrieussecq présenté au festival Crossing the line à New York par l'Alliance française,.
Depuis de nombreuses années, elle entretient avec la belge Maja Jantar un dialogue artistique qui est à l'origine d’œuvres plastiques et de pièces performatives. Ensemble, elles forment le duo Völvar,.
Elle fait également partie du duo musical Moss Moss Not Moss avec Rebecca Bruton
Angela Rawlings collabore avec des improvisateurs en musique et en danse (Joe Sorbara, Jonathon Wilcke), des poètes sonores (Jaap Blonk, Paul Dutton), les robots invisibles de la Logos Foundation[réf. souhaitée].
En 2010 et 2011, bluemouth inc. invite Angela Rawlings à présenter un travail inédit, The Centre for Sleep and Dream Studies, lors du Scream Literary Festival et du Rhubarb Theatre Festival, tous deux à Toronto. En 2009, Angela Rawlings a développé drift avec Nilan Perera et Julie Lassonde, qui a été performé à Toronto et à Calgary. Elle est également membre du Christine Duncan's Element Choir and Nýlókórinn[réf. nécessaire].
Au cours de son séjour comme poète en résidence au Queensland en 2012, Angela Rawlings passe trois mois à voyager à travers le Queensland pour donner des spectacles, organiser des ateliers, offrir des retours de lectures sur des manuscrits, et pour développer le projet numérique transdisciplinaire Gibber. Actuellement quand ?[précision nécessaire]Angela Rawlings développe deux autres projets interdisciplinaires : Mekaniq du Papier (avec des artistes français), et un livret d'opéra[réf. nécessaire].

## Œuvres

### Anthologies (en tant que contributrice, excepté mention éditrice)
- (en) The Common Sky: Canadian Writers Against the War, Toronto, Three Squares Press, 2002
- (en) Pissing Ice: An Anthology of ‘New’ Canadian Poets, Toronto, BookThug, 2004
- (en) Shift & Switch: New Canadian Poetry, Toronto, Mercury Press, 2005, 2de édition (éditrice).
- (en) Desire, Doom, & Vice, a Canadian Collection, Stratford, Wingate Press, 2005.
- (is) Af steypu, Reykjavik, Nýhil, 2009 (extraits de ljóðapoems).
- (is)131.839 slög með bilum, Helsinki, Ntamo, 2007
- (en) Strong Words: Year Two, Toronto, Indiepolitik, 2007
- (en) A Sing Economy, New York, Flim Forum Press, 2008 (contribution avec François Luong).
- (en) Regreen: New Canadian Ecological Poetry, Sudbury, Your Scrivener Press, 2009 (extrait de EFHILMNORSTUVWY).
- (en) New Icelandic Poetry in Translation, Toronto, BookThug, 2009 (extraits traduits de EFHILMNORSTUVWY).
- (en) A Global Visuage, Vienne, ch edition, 2012
- (en) I'll Drown My Book: Conceptual Writing by Women, Los Angeles, Les Figues Press, 2012 (extraits de Rule of Three).

### Livres
- Wide slumber for lepidopterists, Toronto, Coach House Books, 2006[18]
- o w n, Vancouver, CUE Books, 2015 (avec Heather Hermant et Chris Turnbull).
- si tu, Zagreb, MaMa, 2016
- Áfall / Trauma, Berlin, Broken Dimanche Press, 2016
- Sound of Mull, Laboratory od aesthetics and ecology, 2019

### Livrets
- Longitude, 2014, avec Davið Brynjar Franzson, Halldór Arnar Úlfarsson, Davyde Wachell, et Ensemble Adapte
- Bodiless (pour Gabrielle Herbst), 2014

### Chapbooks
- [a,r] [s'c]. Calgary: housepress, 2002 (co-écrit avec Stephen Cain).
- W I D E R: B-sides, rarities, and remixes. New York City: belladonna*, 2006
- ljóðapoems. Edmonton: Olive Reading Series, 2008
- The Great Canadian. Buffalo: Low Frequency Press, 2015 (author with Chris Turnbull).

### Publications numériques
- Gibber.  Queensland Poetry Residency, 2012 (mise en page par l'autrice)
- Jöklar.  2014
- RUSL.  2014 (auteur).
- Figure: A Poetry Oracle.  2014 (co-écrit avec Sachiko Murakami).